# 越前市市民バス

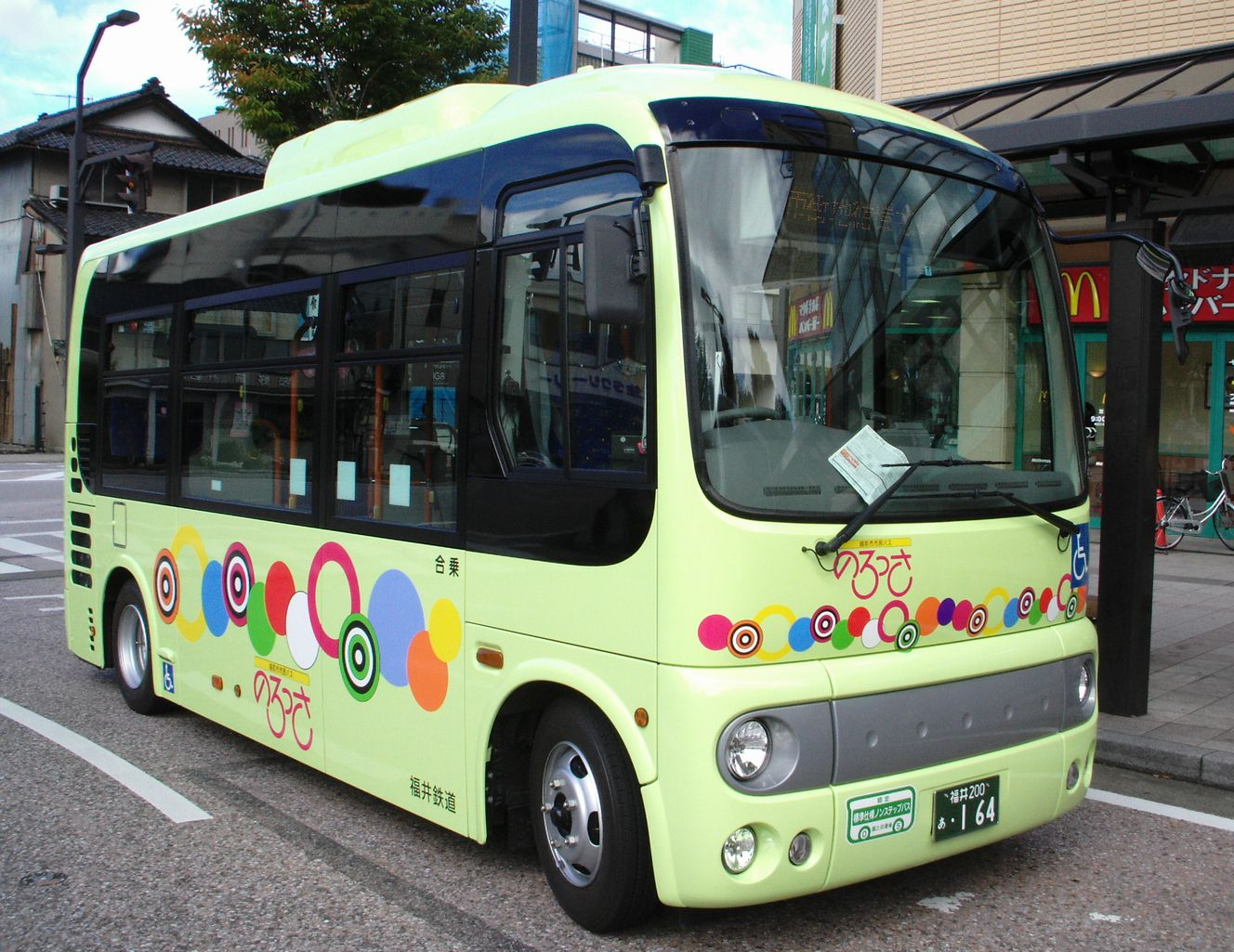
「のろっさ」

「からすのパンやさん」ラッピング車両。2013年から運行。

越前市市民バス（えちぜんししみんバス）は、福井県越前市のコミュニティバス。「のろっさ」の愛称が付けられている。
2021年時点で11路線が運行されている。愛称の「のろっさ」は福井弁で「乗ろうよ」を意味する。

## 歴史
- 1992年（平成4年）4月 - 今立町で福祉バス「うらら号」運行開始。
- 2000年（平成12年）12月 -  武生市、福祉バス運行開始。
- 2001年（平成13年）11月1日 - 今立町の「うらら号」をコミュニティバス「フレンズ」として再編し試験運行（現在の月尾・水間・服部の各ルート）[3]。
- 2002年（平成14年）
  - 4月 - 今立町で「フレンズ」が本格運行開始。
  - 10月 - 武生市の福祉バスがコミュニティバス「武生市市民バス」として再編され、武生駅を拠点に運行開始（現在の越前市内の各ルート）[3]。
- 2005年（平成17年）10月 - 武生市と今立町の合併により越前市が成立、名称を「越前市市民バス」に統一[2]。
- 2007年（平成19年）4月 - 市民バスの愛称として「のろっさ」を採用[2]、武生新駅（現・たけふ新駅）への乗入開始。

## 路線
武生地区は市街中心部の越前市役所東側にある、ハピラインふくい線（旧北陸本線）の武生駅ならびに福井鉄道福武線のたけふ新駅を拠点に、月曜 - 土曜の市街循環2路線と週2回の郊外6路線、今立地区は同市粟田部町のあいぱーく今立（越前市今立総合支所・市民交流複合施設）を拠点に月曜 - 金曜の巡回3路線を運行。両地区間は接続しておらず、公共交通機関の場合は福井鉄道の一般路線バス（南越線もしくは池田線）を利用することになる。市内には北陸新幹線の越前たけふ駅もあるが、同駅へは乗り入れていない。

## 受託運行事業者
2020年時点。
- 福井鉄道（福鉄バス）[2]嶺北営業所：市街地循環北ルート・南ルート、吉野・大虫ルート、王子保・南ルート、国高・北日野ルート、白山・大虫ルート
- 小松タクシー：坂口・神山ルート、味真野・北新庄ルート
- ヤマトタクシー：月尾ルート、水間ルート
- 福鉄商事（武生タクシー）：服部ルート